# Cubjac
Cubjac is een plaats en voormalige gemeente in het Franse departement Dordogne in de regio Nouvelle-Aquitaine en telt 665 inwoners (2004). De plaats maakt deel uit van het arrondissement Périgueux.

## Geschiedenis
Cubjac maakte deel uit van het kanton Savignac-les-Églises tot dit op 22 maart 2015 werd opgeheven en de gemeente werd opgenomen in het op die dag opgerichte kanton Isle-Loue-Auvézère. Op 1 januari 2017 fuseerde de gemeente met La Boissière-d'Ans en Saint-Pantaly-d'Ans tot de commune nouvelle Cubjac-Auvézère-Val d'Ans, waarvan Cubjac de hoofdplaats werd.

## Geografie
De oppervlakte van Cubjac bedraagt 20,5 km², de bevolkingsdichtheid is 32,4 inwoners per km².
De onderstaande kaart toont de ligging van Cubjac met de belangrijkste infrastructuur en aangrenzende gemeenten.

## Demografie
Onderstaande figuur toont het verloop van het inwonertal.